# Vol. 0
Albums de Slum Village
Yes!
(2015)
Vol. 0 est une compilation de Slum Village, sorti le 15 novembre 2016.
Cet opus comprend des inédits et des démos du groupe.

## Liste des titres
| No  | Titre               | Contient un (des) sample(s) de        | Durée |
| --- | ------------------- | ------------------------------------- | ----- |
| 1.  | 2U 4U               | Jonz in My Bonz de D'Angelo           | 1:57  |
| 2.  | And I Go            |                                       | 2:56  |
| 3.  | Fly Girl 1          |                                       | 1:34  |
| 4.  | Fly Girl 2          |                                       | 1:33  |
| 5.  | Jay Dee (Freestyle) |                                       | 2:26  |
| 6.  | My Loot (Freestyle) |                                       | 4:24  |
| 7.  | Ooo Wee             |                                       | 3:07  |
| 8.  | Sensation           |                                       | 0:23  |
| 9.  | Sentimental Love    |                                       | 2:27  |
| 10. | Yum Yum             | Bacharach-David Medley des Carpenters | 2:07  |